# Turquía en los Juegos Olímpicos de Sankt Moritz 1948
Turquía estuvo representada en los Juegos Olímpicos de Sankt Moritz 1948 por cuatro deportistas masculinos que compitieron en esquí alpino.
El equipo olímpico turco no obtuvo ninguna medalla en estos Juegos.